# اوموت آرال
اوموت آرال (انگلیسی: Umut Aral؛ زادهٔ ۲۶ ژوئن ۱۹۷۶) کارگردان فیلم، فیلم‌نامه‌نویس و تهیه‌کننده اهل ترکیه است.